# 小久保アリサ
小久保 アリサ（こくぼ アリサ、1995年（平成7年）10月8日 - ）は、日本のアイドル、歌手、女子プロレスラー。アイドルユニット・BSJプロジェクト総監督（リーダー）。三重県松阪市出身。BSJ内での現在の所属ユニットは応援☆少女、応援☆少女おかわり。

## 略歴
高校を卒業後、名古屋市内にあるダンスの専門学校に進学、在学中にBSJプロジェクトのオーディションに応募して合格、2015年5月23日にBSJプロジェクトの2期生としてデビューする。当時の名前は「ALISA」。その後芸名は何度か変わっている。
2016年1月、正規メンバーに昇格、BSJ☆チーム☆ハピスマに所属する。同年9月頃にBSJプロジェクト総監督に就任し、リーダーの座に就く。以後一貫して総監督の座にある。
2017年3月12日、BSJのトップユニット「応援☆少女」のメンバーとしてデビューする。
2019年5月1日、令和改元と同時に名前を出身地に因んだ「松阪アリサ」に改名する。
2022年4月、応援☆少女の派生ユニット、応援☆少女おかわりを応援☆少女の初代メンバーであるふわりかすみと共に結成。
2023年5月20日、地元である松阪市の農業屋コミュニティ文化センターで開催された、あべ静江松阪♥️大好きコンサート2023でMCを務める。
2024年4月、プロレス団体であるベストボディ・ジャパンプロレスリングの練習生となる。同年6月22日、初のソロCDをリリース。同日に松阪アリサCDリリースイベントを専用劇場であるBSJシアターVANQUISHにて開催する。
2025年2月3日、東京の芸能プロダクションである、「Phoenix」にも所属する。2025年3月から、ベストボディ・ジャパンプロレスリングのエキシビジョンマッチにも参加し、4月26日のエキシビジョンマッチでプロテストに合格し、正式な選手となった。
5月4日のElectric Girl小波美諸生誕祭において改名を表明、芸名を本名である小久保アリサとすることを発表する。
2025年7月5日、中日ホール&カンファレンスで行われたベストボディ・ジャパンプロレスリング〜 BEST BODY MANIA2025・旗揚げ7周年記念大会にて、プロレスデビューした。デビュー戦は沙恵と戦い敗れた。

## 人物
- デビュー当時の担当カラーは紫であったが2018年頃に赤に変わっている。
- 地元・松阪市を応援する気持ちが強く、ライブでは松阪木綿を使用した衣装を着てステージに出演したこともある[注 1]。
- 同じ松阪市出身の歌手・あべ静江を尊敬している。将来の夢はあべ静江が現在務める「松阪市ブランド大使」になることである。

## ディスコグラフィー

### CD
|     | 発売日        | タイトル                                   | 収録内容                                            | 備考 |
| --- | ------------- | ------------------------------------------ | --------------------------------------------------- | ---- |
| 1st | 2024年6月22日 | 涙が出るクライ/乾杯しよう！/あたりまえの詩 | 1. 涙が出るクライ 2. 乾杯しよう！ 3. あたりまえの詩 |      |

※松阪アリサ名義での発売。

### 未音源化楽曲
| タイトル       | 特記事項 |
| -------------- | -------- |
| 魔界からの使者 |          |

※ソロ以外の楽曲はBSJプロジェクトのディスコグラフィーを参照。

## 出演

### テレビ

#### レギュラー出演
- 加藤タクヤは感動したい!（2020年7月10日‐三重テレビ放送 毎月第二金曜23:20-23:50[11]）※前身番組の「ダレヤネン!」時代から出演。
- HOT!東紀州（2019年7月-2020年4月、金曜日担当アナウンサー ZTV、松阪アリサ名義）

#### レギュラー以外の出演
- 加藤ちゃん三重ケンちゃん〜ぶらぶらテレビ〜（三重テレビ放送）※2025年6月27日

※BSJプロジェクトとして出演したものについては、BSJプロジェクト#メディアを参照。

### その他
- アイドルソロクイーンコンテスト本戦出場5回（2018年、2020年、2021年、2022年、2024年[12][13][14][15][16]）